# Polvilini
Polvilini so bili mešanci, ki so imeli enega od staršev vilina, drugega pa človeka, ali pa sta bila oba starša polvilina. Polviline ločimo po tem, katera stran, človeška ali vilinska v njih prevlada. Tisti, ki so imeli enega od staršev Visokega ali Sivega vilina, so po navadi prevladali po vilinski strani in imeli tudi precej daljše življenje od navadnih ljudi.